# (12840) Paolaferrari
(12840) Paolaferrari est un astéroïde de la ceinture principale.

## Description
(12840) Paolaferrari est un astéroïde de la ceinture principale. Il fut découvert le 6 avril 1997 à San Marcello Pistoiese par Luciano Tesi et Gabriele Cattani. Il présente une orbite caractérisée par un demi-grand axe de 2,35 UA, une excentricité de 0,14 et une inclinaison de 5,4° par rapport à l'écliptique.

## Compléments